# Oxydia bicolor
Oxydia bicolor är en fjärilsart som beskrevs av W. Warren 1897. Oxydia bicolor ingår i släktet Oxydia och familjen mätare. Inga underarter finns listade i Catalogue of Life.